# Branimir Dopuđa
Branimir Dopuđa (1947 – 30. srpnja 2023.) bio je hrvatski novinar i urednik Hrvatske radiotelevizije
Na Televiziji Zagreb počeo je raditi 1974. godine, a u bogatoj karijeri uređivao je središnji Dnevnik i emisiju “Jučer, danas, sutra”. Od 1988. do 1996. bio je urednik središnjega Dnevnika. Bio je pomoćnik urednika, a 2000. vršitelj dužnosti urednika Informativnog programa.
Dobitnik je HRT-ove nagrade za životno djelo „Ivan Šibl” 1994. godine.
Za vrijeme Domovinskoga rata bio je poznat po odjavi Dnevnika: “Cijenjeni gledatelji, želim vam ugodnu večer, a hrvatskim braniteljima, ma gdje bili, poseban pozdrav.”